# Castillo de Tempul
El castillo de Tempul se encuentra en el término municipal de Algar, comarca de la Campiña de Jerez, Provincia de Cádiz, Comunidad Autónoma de Andalucía, España. Se sitúa sobre una peña junto al Manantial de Tempul y al Embalse de Guadalcacín. Concretamente en la famosa finca "Los Cuquillos", propiedad de Enrique García-Trevijano Forte.

## Historia
El castillo fue construido en el siglo XIII por los árabes. Posteriormente fue conquistado por los reinos cristianos.

## En la actualidad
El castillo es difícilmente reconocible, pues solo queda en pie media esquina de una torre.
Tras la creación del término municipal de Algar el castillo pasa del término municipal de Jerez a éste primero.